# Maye Musk
Maye Musk (született Haldeman; (Regina, 1948. április 18.– ) modell és dietetikus. Több mint 50 éve modellkedik,[mikor?] magazinok címlapján szerepelt, többek között a Time magazin egészségügyi kiadásában, a Women's Dayben, a Vogue nemzetközi kiadásaiban és a Sports Illustrated Swimsuit Issue-ban. Elon Musk, Kimbal Musk és Tosca Musk édesanyja, kanadai, dél-afrikai és amerikai állampolgársággal rendelkezik.

## Fiatalkora
Maye Haldeman 1948. április 19-én született a kanadai Reginában, Saskatchewanban, ikertestvérként, öten voltak testvérek. 1950-ben a családja a dél-afrikai Pretoriába költözött. Szülei, Winnifred Josephine "Wyn" (Fletcher) és dr. Joshua Norman Haldeman, csontkovács és amatőr régész, kalandvágyóak voltak, és 1952-ben egy propelleres repülővel körberepülték családjukkal a világot. A család több mint tíz éven át járta a Kalahári-sivatagot, hogy fölleljék a Kalahári legendás Elveszett Városát. A szülők diavetítéseket és előadásokat tartottak az utazásaikról. "A szüleim nagyon híresek voltak, de soha nem voltak sznobok" – mondta.
Fiatal nőként Haldeman döntős volt az 1969-es Miss Dél-Afrika szépségversenyen. 1970-ben feleségül ment Errol Muskhoz (született 1946. május 2-án), egy dél-afrikai mérnökhöz, akivel a középiskolában ismerkedett meg. Három gyermekük született: Elon Musk, Kimbal Musk és Tosca Musk. Elont amerikai nagyapja, John Elon Haldeman (született Illinois-ban) után nevezte el Elonnak. Maye a dél-afrikai Narancs Szabadállam Egyetemén szerzett mesterdiplomát dietetikából, később a Torontói Egyetemen szerzett egy másik mesterdiplomát táplálkozástudományból.
1979-ben elvált Errol Musktól. Két évvel később Elon úgy döntött, hogy az apjával fog élni. Kimbal négy évvel később csatlakozott Elonhoz. A középiskola elvégzése után Elon úgy döntött, hogy Kanadába költözik. 1989-ben, hat hónappal később Maye lányával, Toscával Kanadába költözött. Kétnyelvű, afrikaansul és angolul beszél.

## A válás után

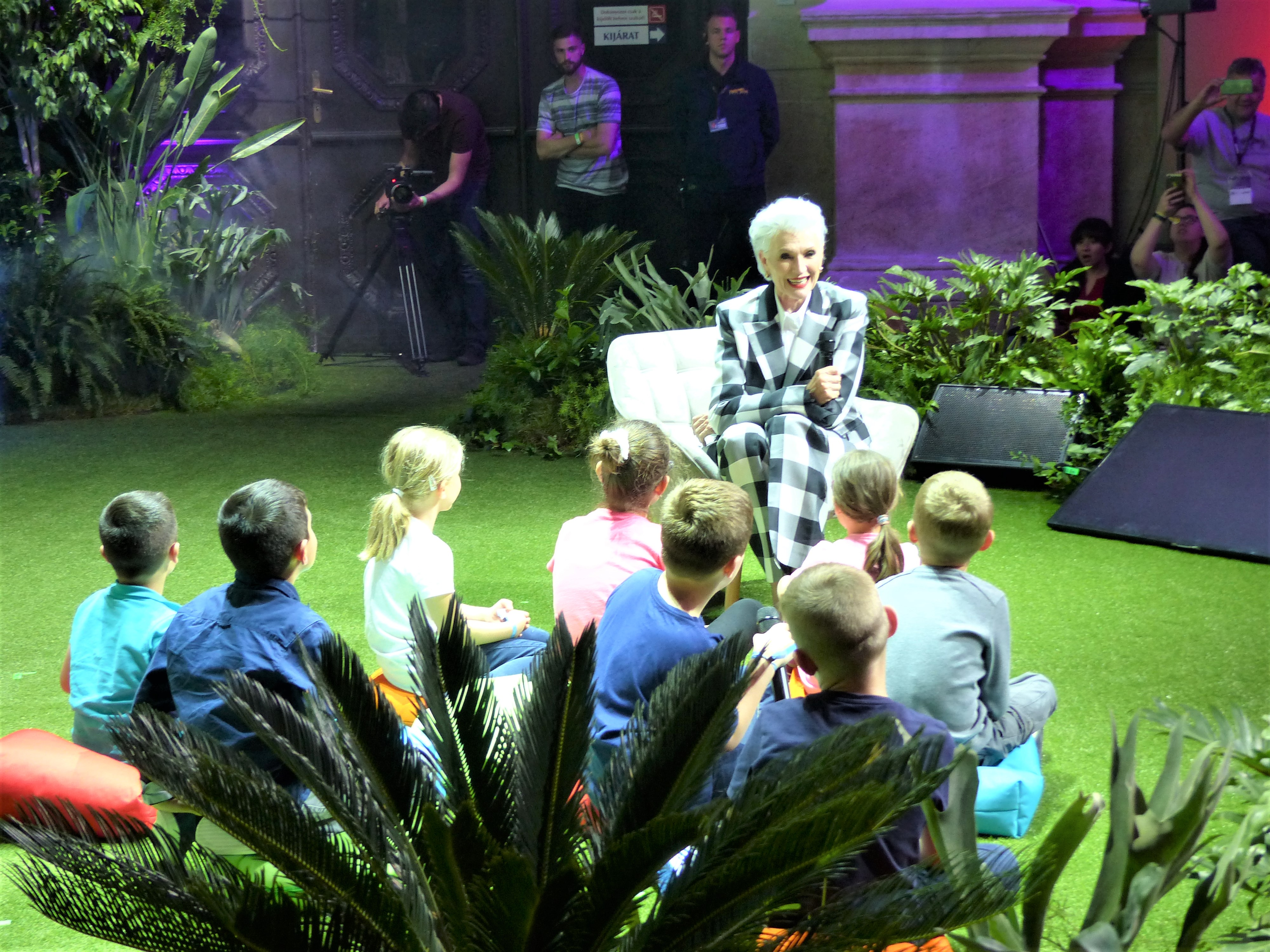
Maye Musk a Brain Bar 2019-es rendezvényén

Modellkarrierje Kanadában és az Egyesült Államokban folytatódott, szerepelt a Special K gabonapehely dobozain, Revlon-reklámokban, és egy Beyoncé-videóban. 2011-ben meztelenül szerepelt a Time magazin címlapján egy egészségügyi témában, és a New York magazin címlapján is meztelenül, álterhes pocakkal 2011-ben. 2012-ben az Elle Canada címlapján szerepelt, valamint a Target és a Virgin America reklámkampányaiban. 2017 szeptemberében 69 évesen ő lett a CoverGirl legidősebb szóvivőmodellje, amiről az egyik híradás szerint "történelmet írt". 2022-ben 74 évesen ő lett a Sports Illustrated eddigi legidősebb fürdőruhamodellje, aki az éves szám címlapján szerepelt.
A modellkedés mellett dietetikusként is tevékenykedik, és világszerte előadásokat tart.
2019-ben emlékiratot írt Woman Makes a Plan: Advice for a Lifetime of Adventure, Beauty, and Success (magyar nyelven: A nő tervet készít: Tanácsok egy életre szóló kalandhoz, szépséghez és sikerhez) címen.
2021-ben Lady Kitty Spencer esküvőjének egyik vendége volt.
Maye Musk 2021. május 8-án, egy nappal az anyák napja előtt, a Saturday Night Live-ban lépett fel fia, Elon mellett.

## Magyarul megjelent művei
- Egy nőnek legyenek tervei. Kaland, szépség, siker – kortalanul; ford. Siklós Márta; Európa, Budapest, 2020

## Fordítás
- Ez a szócikk részben vagy egészben  a   Maye Musk című angol Wikipédia-szócikk ezen változatának fordításán alapul.  Az eredeti cikk szerkesztőit annak laptörténete sorolja fel. Ez a jelzés csupán a megfogalmazás eredetét és a szerzői jogokat jelzi, nem szolgál a cikkben szereplő információk forrásmegjelöléseként.